# Iwasaki Tsunemasa
Pour les articles homonymes, voir Iwasaki.
Iwasaki Tsunemasa est un nom japonais traditionnel ; le nom de famille (ou le nom d'école), Iwasaki, précède donc le prénom (ou le nom d'artiste).
Iwasaki Tsunemasa aussi connu sous le nom Kan-en (岩崎 常正 ou 灌園), 21 juillet 1786-10 mars 1842, est un botaniste, zoologue et entomologiste japonais. Il est également samouraï au service du shogunat Tokugawa.
Il est l'auteur de :
- Bukō-sanbutsu-shi, ouvrage sur l'histoire naturelle du district d'Edo avec des listes de botanique, de zoologie et d'entomologie ;
- Honzō zufu (Iconographia Plantarum ou « Diagrammes et chroniques de botanique »), estampes ukiyo-e (1828, 1884, 1920, 1921 en 93 volumes). Consacré uniquement aux plantes.
- Honzō sen'yō (« Essentiel de l'étude des plantes et des animaux »). Non publié. Deux volumes avec insectes et quelques noms en néerlandais. Quelques éditions incluent la nomenclature binomiale introduite par Carl Linné en 1758.
- Sōmoku-sodategusa, (« Culture des plantes à fleurs »). Deux volumes illustrés (1818). Comprend 13 estampes ukiyo-e d'insectes nuisibles aux plantes. L'un est le Papilio xuthus qui nourrit le citrus odorant. Il décrit les larves avec leur osmeterium.

## Source de la traduction
- (en) Cet article est partiellement ou en totalité issu de l’article de Wikipédia en anglais intitulé « Iwasaki Tsunemasa » (voir la liste des auteurs).